# Валеріан Сезан
Валеріан Сезан (16 червня 1878, с. Слобода-Раранче, Буковина, Австро-Угорська імперія (тепер с. Слобода (Новоселицький район) Чернівецької області) — пом.1940, Чернівці) — доктор права і теології, професор, громадський діяч, ректор Чернівецького університету в 1923—1925 і 1927—1930 роках

## Біографія
Народився в сім'ї православного пароха Дмитра Сезана та його дружини Парасковії 16 червня 1878 р. Був охрещений 7 липня того ж року.
Навчався спочатку в православній школі, потім — у Чернівецькій класичній державній гімназії.
В 1896 році вступає на теологічний факультет Чернівецького університету, навчається паралельно також і на юридичному факультеті.
У 1901 році став доктором теології й отримав стипендію Буковинської митрополії для продовження навчання в інших університетах Європи.
Навчався у м. Празі та Відні, у 1906 році став доктором права у Празі. Спеціалізувався в Афінах та Єрусалимі, в Києві, Москві та Петербурзі.
У 1908 році Валеріана Сезана обрано дияконом Чернівецького кафедрального собору св. Духа.
З 1913 року Валерій Сезан працює на теологічному факультеті Чернівецького університету на посаді доцента викладаючи церковне право.
Під час Першої світової війни перебував у еміграції.
Після повернення, у 1918 році в Чернівці, продовжив працювати в Чернівецькому університеті викладаючи латинську та грецьку мови.
У 1919 році йому було присвоєно звання титулярного професора церковного права і призначають на посаду декана.
В 1923—1925 і 1927—1930 Валеріан Сезан обирався ректором Чернівецького університету.
Крім викладацької і наукової, В. Сезан також активно займався громадською роботою, обирався депутатом парламенту Румунії.
Помер Валеріан Сезан у 1940 році.

## Праці[2]
- «Державна церква у Римо-Візантійській імперії від Костянтина Великого до падіння Константинополя» (1911);
- «Об'єднання православної церкви у Великій Румунії» (1919);
- «Проект ою'єднання Автокефальної православної церкви у соборній Румунії» (1920);
- «Кафедра церковного права юридичного факультету» (1939".